# Transporte aéreo de jefes de Estado
Algunos países poseen aeronaves dedicadas en exclusiva al transporte de jefes de Estado, presidentes de Gobierno y altos cargos. El más famoso del mundo es el Air Force One, operado por la Fuerza Aérea de los Estados Unidos.

## Alemania
Los altos cargos del Gobierno alemán utilizan doce aeronaves:
- 2 Airbus A340-313X V.I.P. llamados "Konrad Adenauer" y "Theodor Heuss"
- 2 Airbus A319-133X 
CJ
- 1  Airbus A350
- 4 Bombardier Global 5000
- 3 Eurocopter AS532 Cougar

Los dos Airbus A340-313X, ex Lufthansa, fueron creados por Lufthansa Technik (partiendo de un diseño V.I.P.), quien les aplicó habitaciones de descanso y tecnología relacionada con la seguridad. Los aviones llevan el nombre de Konrad Adenauer, el primer canciller de Alemania (occidental), y Theodor Heuss, el primer presidente de la República Federal de Alemania. Hasta 2011, los funcionarios del gobierno de Alemania utilizaron dos Airbus A310-304 V.I.P. que llevaban el mismo nombre. Solo uno de ellos (matrícula 10+21) sigue prestando servicio (hasta 2013).
Los dos Airbus A319CJ, los cuatro Bombardier Global 5000 y los tres Eurocopter AS532 Cougar son manejados por la Luftwaffe y tienen como función principal el transporte de Representantes del Gobierno Alemán y Parlamentarios.

## Argelia
En 2009, el Estado argelino adquirió un nuevo Airbus A340-500 (coste estimado: 312 millones de dólares), que se entregó al año siguiente. Su equipamiento costó 42 millones de dólares, y nada más terminar el interior, el presidente Abdelaziz Bouteflika cayó enfermo y desde entonces se le prohibió viajar. El A340-500 argelino apenas ha tenido 30 horas de vuelo oficial, lo que corresponde a un solo viaje de ida y vuelta a Canadá del presidente.

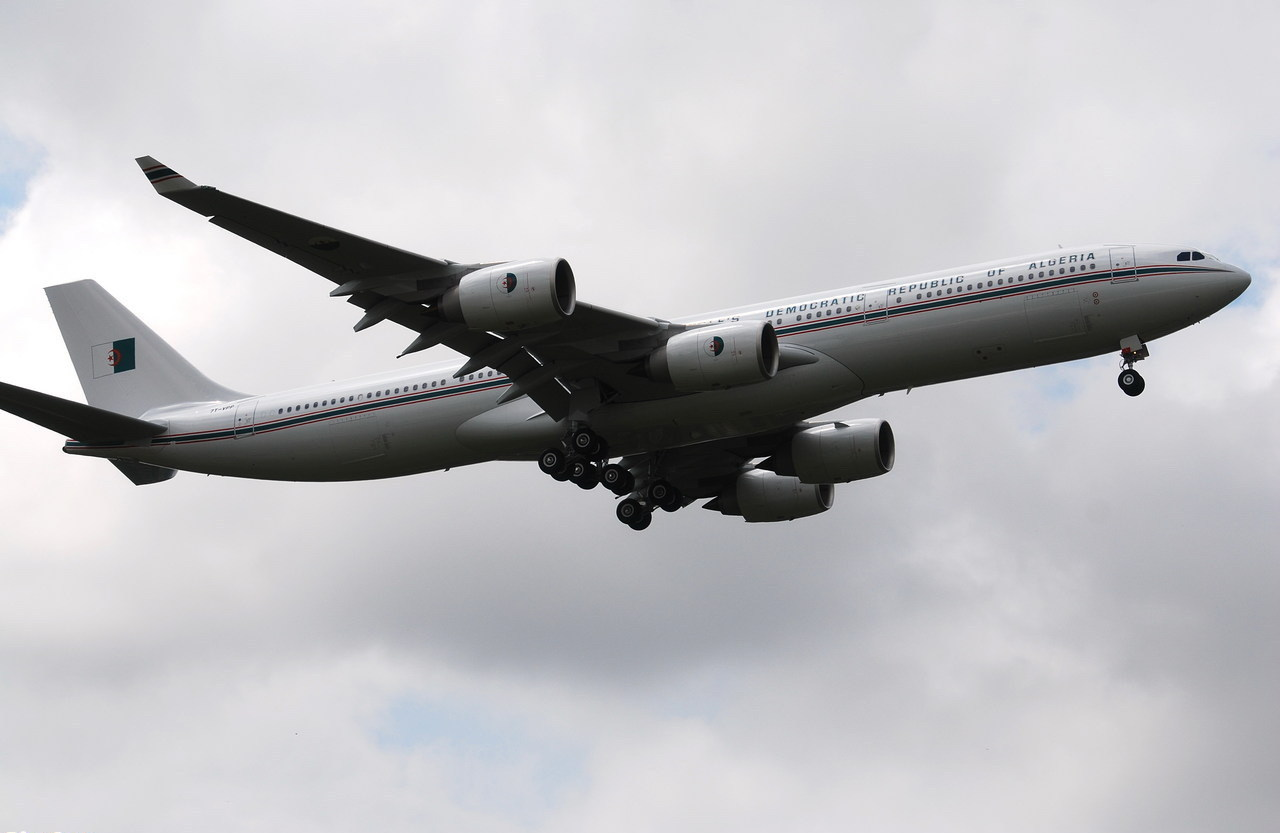
Avion presidencial argelino Airbus A340-500

No obstante, el A340-500 presidencial vuelve a estar en servicio con la llegada de Abdelmajid Tebboune en 2019.
La flota oficial argelina está gestionada por el GLAM, Groupe de Liaisons Aériennes Ministérielles, cuya base está en Boufarik, entre Blida y Argel.
Avión principal, usuario(s): Presidente de la República y Gobierno
- 1 Airbus A340-500 - (7T VPP)
- 1 Gulfstream V - (7T VPG)
- 2 AgustaWestland 101 VVIP - (7T-WVD) y (7T-WVB)

Avión secundario, usuario(s) : gobierno y diplomáticos
- 4 Gulfstream IV-(7T YPM)
- 2 ATR 72-600

## Argentina
Argentina opera una flota de aviones y helicópteros para uso exclusivo del Presidente de Argentina y su familia. Este grupo de aeronaves es conocido como Agrupación Aérea Presidencial y pertenece a una de las secretarias de la Presidencia llamada Casa Militar, departamento responsable del transporte y la seguridad del mandatario argentino. 
El Tango 01 fue la aeronave responsable de llevar al Presidente de la Nación en los viajes de largo alcance, se trata de un Boeing 757-200. Fue uno de los más modernos de América Latina y contó con un sofisticado sistema de seguridad. En 2023 se reemplazó por otra aeronave del mismo modelo con la matrícula ARG-01.
Por su parte, el H-01 es el helicóptero presidencial encargado de transportar diariamente al presidente desde la Quinta Presidencial de Olivos, residencia del mandatario, hasta la Casa Rosada, sede del poder ejecutivo.
Actualmente, la flota de aeronaves de la Presidencia de la Nación está compuesta por:
- Tres Aeronaves de Ala Fija

| Avión          | Matrícula |
| -------------- | --------- |
| Boeing 757-200 | ARG-01    |
| Boeing 737-500 | ARG-02    |
| Learjet 60E    | ARG-03    |

- Tres de Ala Rotativa:

| Helicóptero               | Matrícula |
| ------------------------- | --------- |
| Sikorsky S-70A Black Hawk | H-01      |
| Sikorsky S-76B            | H-02      |
| Sikorsky S-76B            | H-03      |

## Bolivia
En Bolivia, el transporte del primer mandatario se encuentra a cargo del Grupo Aéreo Presidencial el cual es una unidad militar desconcentrada de la Fuerza Aérea Boliviana (FAB) pero dependiente del Ministerio de la Presidencia de Bolivia. Este unidad militar aérea fue creada el 26 de octubre del año 2010 durante el segundo gobierno del presidente Evo Morales Ayma y bajo su dependencia se encuentran 9 aeronaves entre aviones y helicópteros.

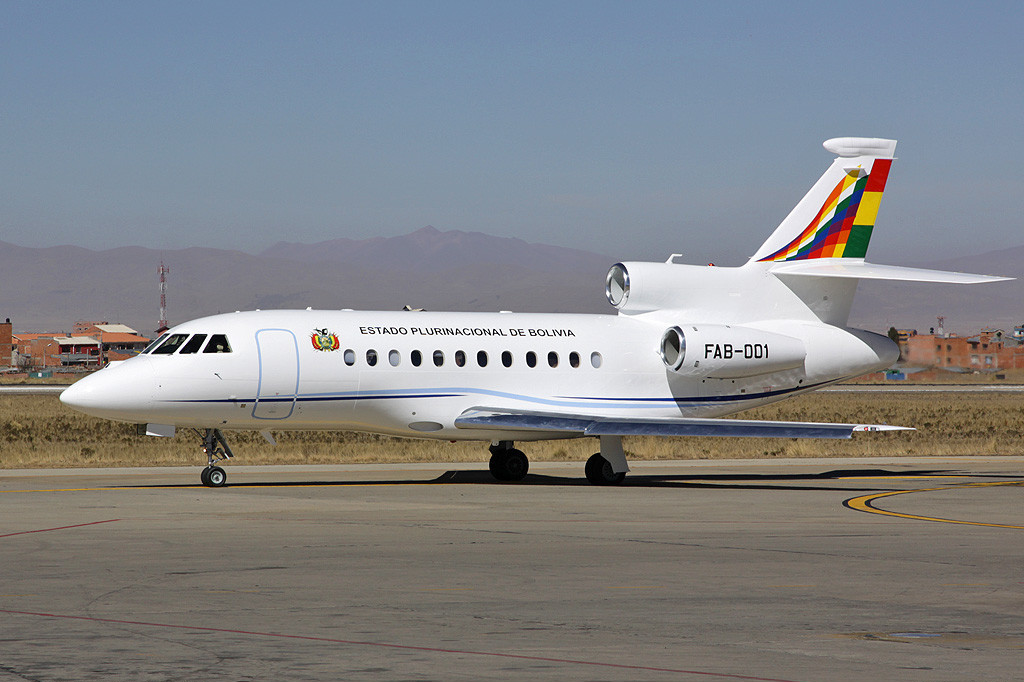
Avion presidencial boliviano Dassault Falcon 900EX EASY de fabricación francesa y con capacidad para trasladar a 20 personas es principalmente utilizado por el Presidente de Bolivia para viajes intercontinentales.

Actualmente el Presidente de Bolivia realiza sus viajes internacionales en el avión FAB-001 de fabricación francesa Dassault Falcon 900EX EASY el cual fue adquirido el año 2010 a un precio de alrededor de 38 millones de dólares. Así mismo, el Vicepresidente de Bolivia también cuenta con su propio avión denominado FAB-002 modelo Dassault Falcon 50EX, el cual es similar al avión presidencial pero un poco más pequeño.   

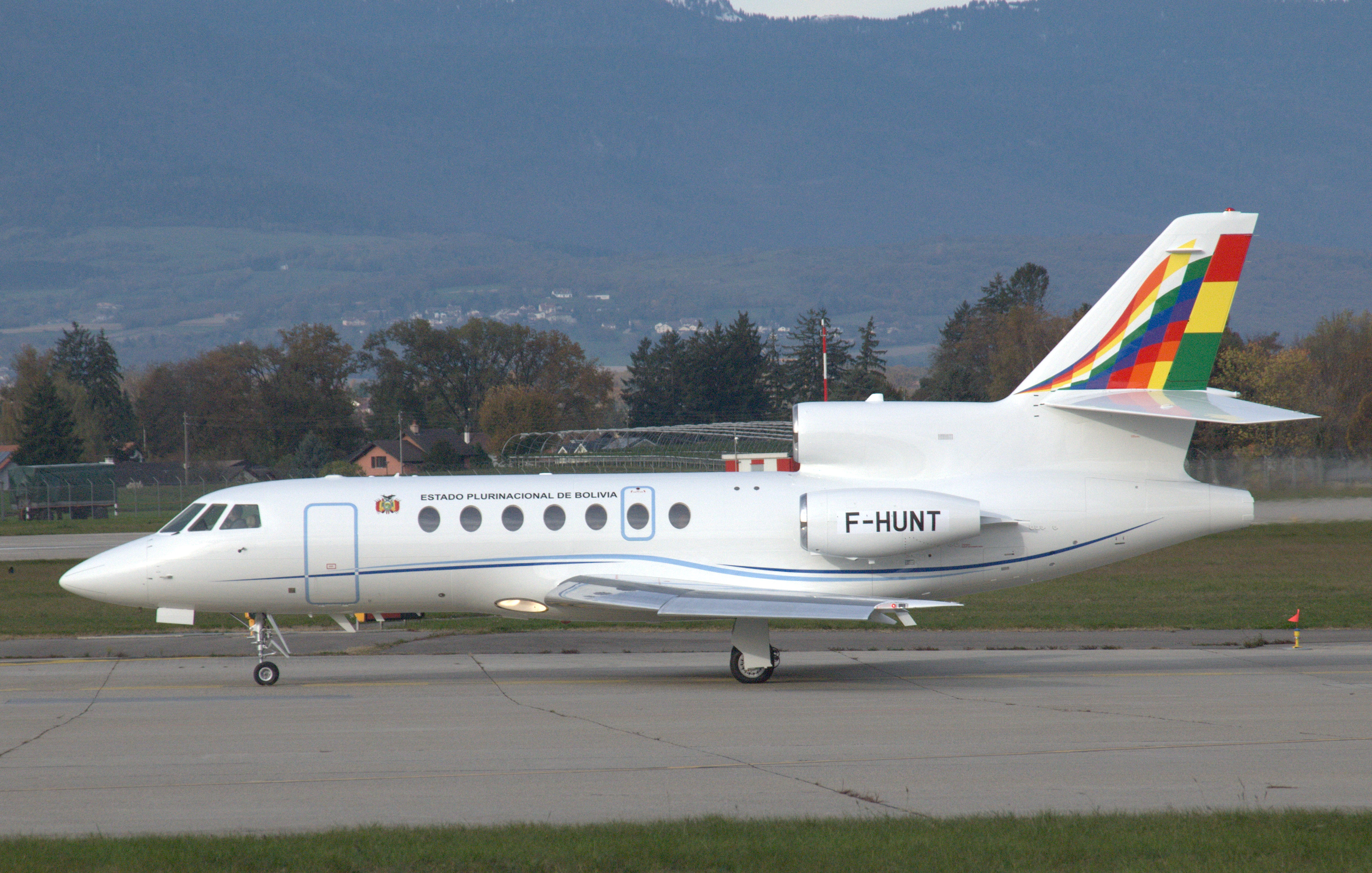
Avión vicepresidencial boliviano FAB-002 Dassault Falcon 50 EX con capacidad para trasladar hasta 8 pasajeros es utilizado por el Vicepresidente de Bolivia.

En cuanto a los viajes dentro del país, el presidente boliviano utiliza 4 helicópteros EC 145 para transportarse a los diferentes lugares. A la vez, existen también otras 3 aeronaves que se encuentran bajo dependencia del Grupo Aéreo Presidencial que también son utilizadas para viajes dentro del país o  en ocasiones de emergencia.    

### Aeronaves presidenciales de Bolivia
| Aeronave             | Matrícula | Observaciones                               |
| -------------------- | --------- | ------------------------------------------- |
| Falcon 900EX EASY    | FAB-001   | Avión Presidencial                          |
| Dassault Falcon 50EX | FAB-002   | Avión Vicepresidencial                      |
| EC 145               | FAB-003   | Helicóptero Presidencial y Vicepresidencial |

### Helicópteros presidenciales de Bolivia

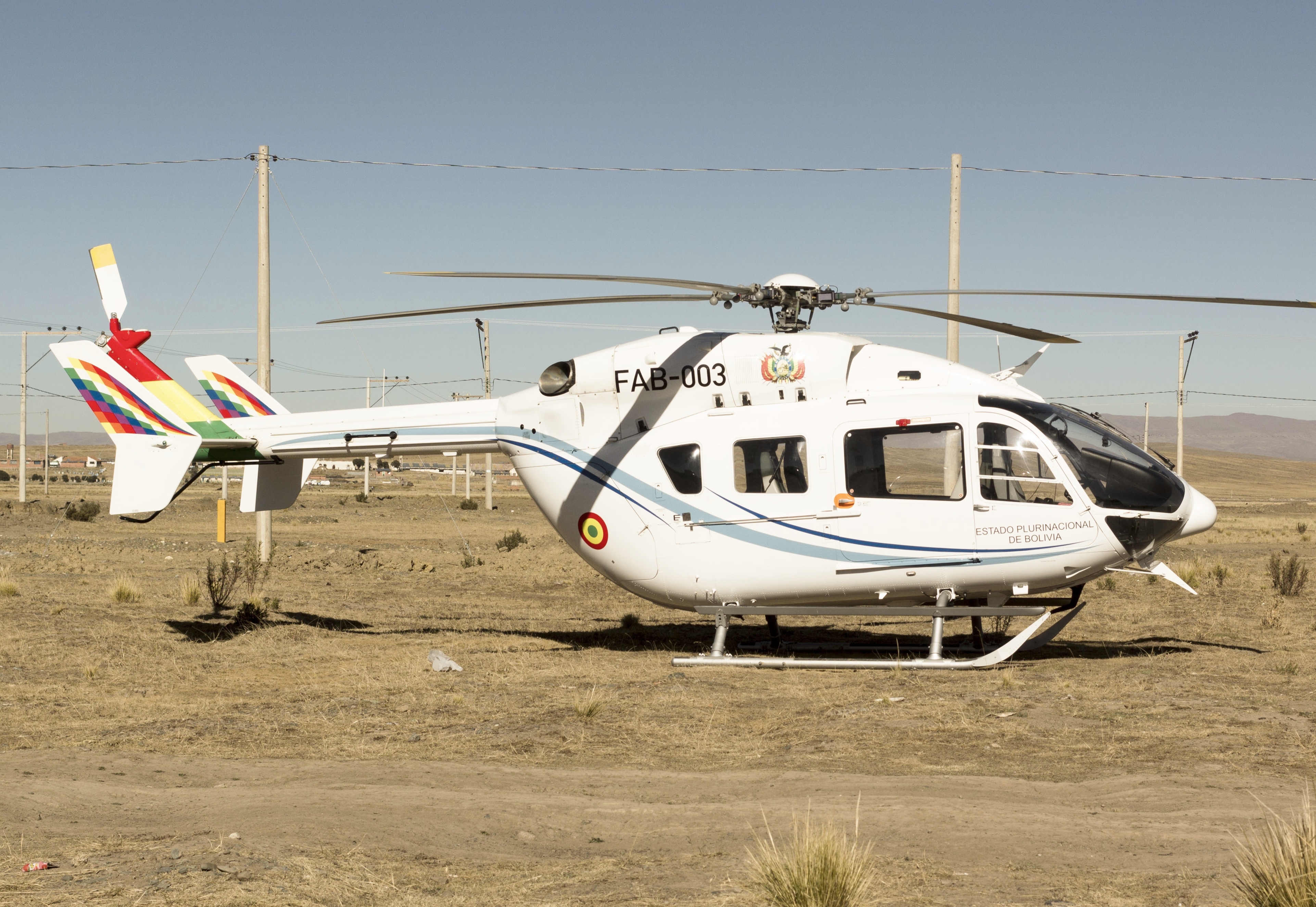
Vista de un helicóptero alemán "Airbus H145" perteneciente a la Fuerza Aérea Boliviana (FAB) los cuales son utilizados para el transporte del Presidente de Bolivia dentro del territorio nacional.

Actualmente Bolivia cuenta con 4 helicópteros para el transporte del primer mandatario dentro del país. 
| Aeronave | Matrícula | Observaciones            |
| -------- | --------- | ------------------------ |
| EC 145   | FAB-003   | Helicóptero Presidencial |
| EC 145   | FAB-004   | Helicóptero Presidencial |
| EC 145   | FAB-006   | Helicóptero Presidencial |
| EC 145   | FAB-007   | Helicóptero Presidencial |

## Brasil
El principal avión presidencial utilizado por el Gobierno brasileño es un Airbus A319 modificado, designado por la Fuerza Aérea Brasileña como VC-1A y oficialmente bautizado como "Santos Dumont", en honor al pionero de la aviación brasileña. El VC-1A se utiliza para transportar al Presidente en viajes de medio y largo alcance. Para los vuelos de corto alcance, el presidente es transportado en uno de los dos aviones Embraer 190. Cuando el presidente de Brasil es transportado en un avión, se utiliza el indicativo Fuerza Aérea 01 (Fuerza Aérea Brasileña uno), código OACI BRS01.
El Grupo de Transporte Especial (GTE) de la Fuerza Aérea de Brasil es responsable de transportar al Presidente, al Vicepresidente y los ministros del Gobierno brasileño. El GTE se compone de 22 aeronaves:
- Un Airbus A319 (VC-1A) en configuración vip llamado "Santos Dumont".
- Dos Embraer 190 en configuración vip llamados "Bartolomeu de Gusmão" y "Augusto Severo".
- Dos Eurocopter Super Puma (VH-34) vip.
- Dos Embraer ERJ-135 (CV-99C) vip.
- Diez Embraer ERJ-145 (C-99A).
- Tres Learjet 35 (VU-35).

La flota tiene su sede en la Base Aérea de Brasilia (BABR).

## Canadá

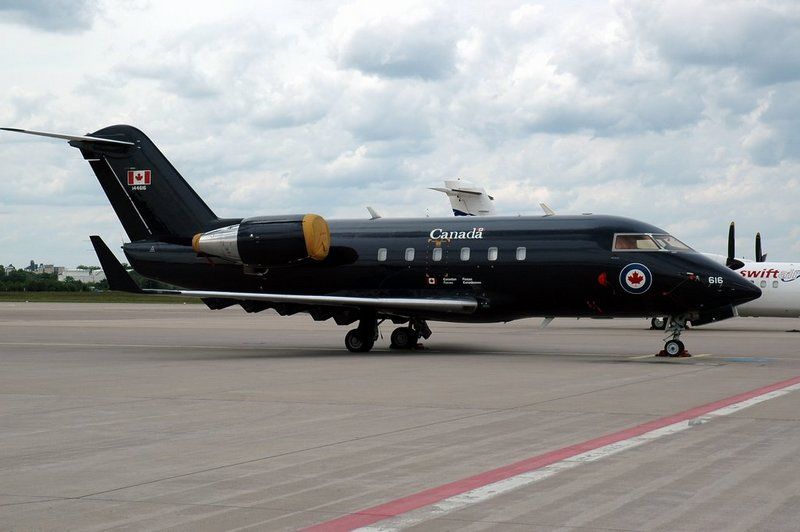
Bombardier Challenger CL601

El Escuadrón 437 de la Real Fuerza Aérea Canadiense opera cinco Airbus A310-300 (CC-150 Polaris). Cuatro de estos, están configurados como aviones normales, para el transporte de carga y con capacidad de reabastecimiento en vuelo. El A310 restante (N º 001), es operado con una configuración vip en donde viajan el Rey  Carlos III, el Gobernador General de Canadá, el primer ministro, entre otros miembros de la Familia Real y altos funcionarios gubernamentales. El Polaris CC-150 se utiliza principalmente para los viajes de larga distancia. Para viajes de corto rango, se utilizan cuatro Bombardier Challenger 600.

## Colombia
En 1933 entró en servicio la primera aeronave presidencial, era un Junkers Ju 52/3mce que prestó su servicio al presidente Enrique Olaya Herrera quien fue su primer usuario.

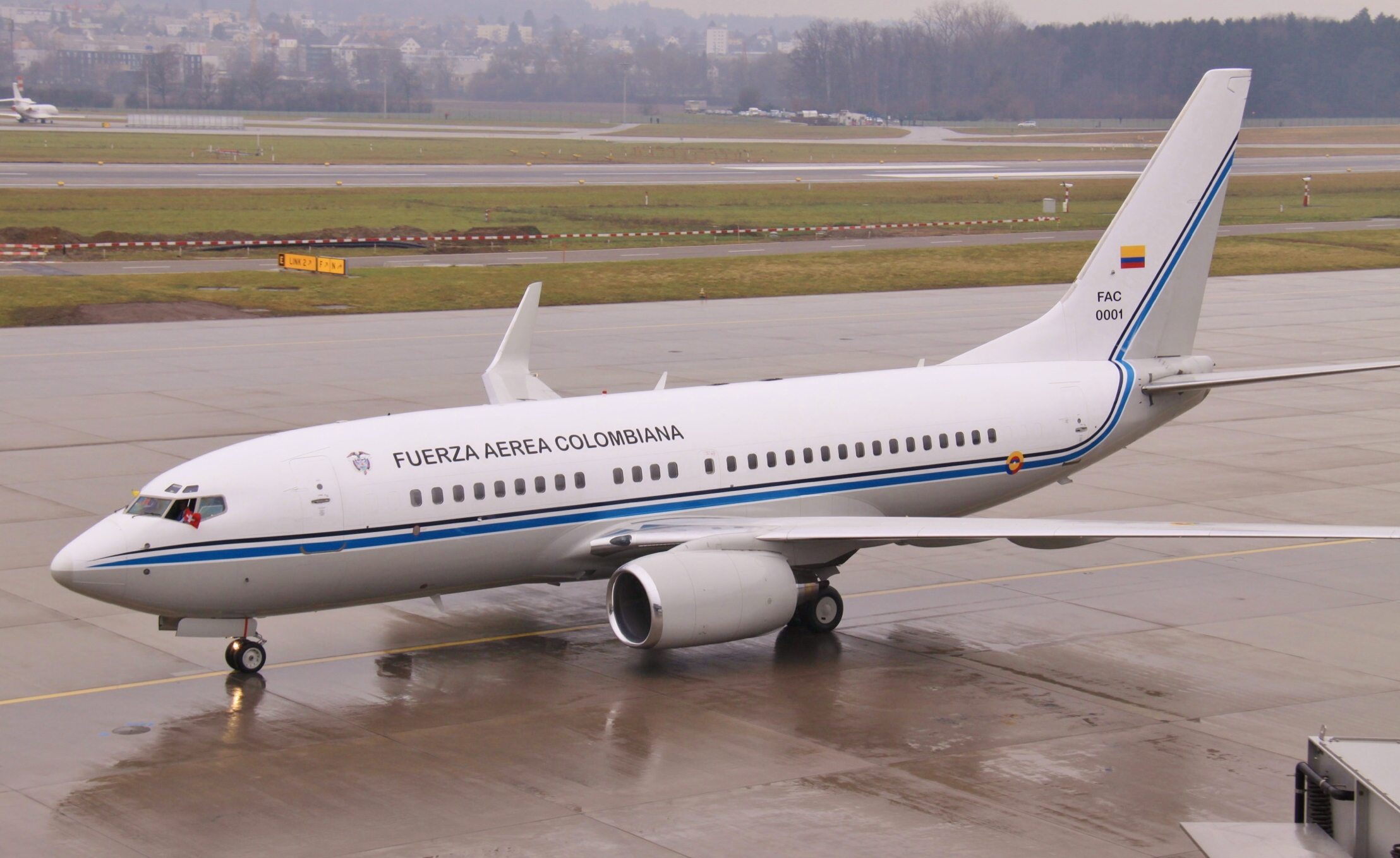

El Presidente de Colombia tiene varias aeronaves a su disposición. El más utilizado es Fuerza Aérea Colombiana 0001 (viajes medianos y cortos), un avión adaptado con la configuración 737-700 BBJ, (Boeing Business Jet). Para viajes de largo alcance es utilizado el FAC 1202, un Boeing KC-767 conocido como "Júpiter".
En algunas ocasiones son utilizados un Fokker F28, Embraer Legacy 600, CASA C-295 y Cessna Citation para viajes a corta distancia o el transporte del gabinete ministerial o el vicepresidente. Como apoyo en la seguridad del presidente se tiene:
varios helicópteros tipo:
- UH-60 Black Hawk.
- AgustaWestland AW139.

Todos los aviones son operados por la Fuerza Aérea Colombiana

## Costa Rica
El gobierno costarricense cuenta con un avión Beechcraft F90-1 King Air (matrícula MSP020); y un helicóptero MD 600N (matrícula MSP007), ambas aeronaves son para uso de vigilancia policial y el transporte aéreo del presidente y otros dignatarios de gobierno.

## Cuba
El Presidente del Consejo de Estado de la República de Cuba dispone de un reactor Ilyushin Il-96-300, propiedad de Cubana de Aviación, el cual ha sido modificado completamente para mayor seguridad y confort. Para vuelos nacionales de corta duración, suele utilizar un avión turbohélice ATR-72 perteneciente a Aerogaviota que es usado también por otros miembros del Consejo de Estado.

## China
El gobierno de la República Popular China, utiliza 3 aeronaves de Air China:
- Boeing 767 para vuelos de largo alcance
- Boeing 747/400 para vuelos de medio alcance
- Boeing 737/800 para vuelos de corto alcance

La aeronave con mayor uso es el Boeing 747/4J6 con pintura de Air China (matrícula B-2472).Está modificado en materia de confort y seguridad, disponiendo de bengalas antimisiles.

## Chile
El presidente de Chile se transporta en un Boeing 767-300ER para viajes de larga distancia. 
```
       Boeing 767-300ER
```

Para viajes de corta duración utiliza un Boeing 737-500 o un Gulfstream IV, todos pertenecientes al Grupo de Aviación N.º 10 de la Fuerza Aérea de Chile con base en la ciudad de Santiago.
```
        Boeing 737-500
```

Para transportarse a regiones remotas del país tales como el archipiélago de Juan Fernández o el extremo sur, el Presidente de la República de Chile y otras autoridades del país, puede recurrir al CASA 212 u otros aviones de fuselaje menor o helicópteros, pertenecientes a la misma FACH, Ejército de Chile, Armada de Chile o Carabineros de Chile.
Antiguamente, en algunas ocasiones, el presidente de la República de Chile, ha usado aviones de LATAM Airlines, para algunas giras dentro y fuera del país, siendo comúnmente usado antes de 1990 (especialmente entre la década 60 hasta fines de los 80), debido a que dicha aerolínea era estatal.

## Ecuador
El Presidente del Ecuador usa actualmente un Embraer Legacy 600, matrícula FAE 051, que vuela con el código FAE 001 para vuelos nacionales y un Dassault Falcon 7X matrícula FAE 052 para vuelos internacionales, operados por la Fuerza Aérea Ecuatoriana (FAE).
El Legacy es en viajes al interior del país, aunque por su autonomía el jet Legacy también ha viajado a varios destinos en el continente americano. El Legacy cuenta también con teléfonos satelitales e internet, lo que permite al presidente mantenerse conectado mientras vuela. El Falcon ha sido usado para viajes de largo alcance. Ambas naves tienen configuración ejecutiva y son para comitivas muy reducidas. 
Estas aeronaves forman el Escuadrón Presidencial, que depende del Servicio de Protección Presidencial del Palacio de Carondelet con sede en la Base Aérea Mariscal Sucre de Quito.
También fueron utilizadas por el Gobierno del Ecuador las aeronaves de la aerolínea estatal TAME, que fuera liquidada y cerrada en el gobierno de Lenín Moreno. Estas aeronaves ya no están operativas en el país. Para los vuelos de largo alcance se fletaba un Airbus A320 o un Embraer 190 de esta extinta aerolínea, en especial cuando el presidente se movilizaba con comitivas grandes, pues el Legacy solo transporta 16 personas al igual que el Falcon.
Otro Embraer 145, de la compañía petrolera estatal Petroecuador, fue declarado avión presidencial alterno recientemente, en caso de que no se pueda operar el Legacy.
En 1981, se compró de fábrica un bimotor Beechcraft King Air para uso presidencial, que se estrelló en el cerro Huayrapungo, cerca de Macará, en la provincia de Loja el 24 de mayo de 1981, tragedia en la que perecieron el presidente Jaime Roldós Aguilera, su esposa Martha Bucaram de Roldós el ministro de Defensa Marco Subía Martínez, y su esposa Irlanda Sarango; los tenientes coroneles Héctor Torres y Armando Navarrete; el piloto y edecán del presidente, teniente coronel Marco Andrade; el copiloto teniente Galo Romo y la azafata Soledad Rosero. Esta nave estuvo matriculada como FAE 001A.
Durante el Gobierno de León Febres Cordero se adquirieron dos jets North American Sabreliner, que se usaron como avión presidencial y de altos funcionarios civiles y militares. Actualmente ha sido modificados para fines científicos.

## El Salvador
El presidente de la república de El Salvador utiliza varios Helicópteros y Avionetas para desplazamientos locales y países de la región, de los cuales principalmente ocupa un helicóptero Bell 412, un Bell 407, un Bell 206L Long Ranger III y un Bell UH-1H, todos estos Helicópteros están configurados vip y con un esquema de pintura Azul-Blanco. Además de los Helicópteros tiene a disposición avionetas de la Fuerza Aérea Salvadoreña tipo: IAI Arava 202 modificado, Piper PA-23 Turbo Aztec y Rockwell Commander 114B, Los Helicópteros y Avionetas pertenecen a la Fuerza Armada de El Salvador. Para vuelos internacionales trasatlánticos se vale de un Airbus A320 de la aerolínea Avianca (El Salvador).
| Aeronave                 | Matrícula    |
| ------------------------ | ------------ |
| IAI Arava 202 modificado | FAS YS 09N   |
| Bell 412EP Griffin HT1   |              |
| Bell 407                 | FAS 001      |
| Bell 206L-3 Long Ranger  | FAS YS 1001N |

## España
El Ejército del Aire y del Espacio cuenta con dos unidades especializadas en el transporte de miembros de la Casa Real y del Gobierno de España: el 402 Escuadrón y el Ala 45.
El primero de ellos, perteneciente al Ala 48 de la Base Aérea de Cuatro Vientos (Madrid), tiene asimismo y en caso de visitas oficiales de personalidades extranjeras, el encargo de transportarlas dentro del territorio español. El 402 Escuadrón solo opera helicópteros y su flota está compuesta por varias unidades de los modelos Eurocopter AS332 Super Puma y Eurocopter AS 532 Cougar.
El Ala 45 está situado en la Base Aérea de Torrejón (Madrid) y, además de cumplir con su misión de transporte vip desempeña otras labores como realizar aeroevacuaciones urgentes de heridos, reabastecimiento en vuelo, apoyar a misiones humanitarias de la Organización de las Naciones Unidas, transporte de órganos trasplantados o de personal del propio Ejército del Aire. Su flota está compuesta por dos Airbus A310, tres Airbus A330 MRTT y cinco Dassault Falcon 900.

## Estados Unidos de América

### Air Force One
El presidente de los Estados Unidos de América, utiliza dos aviones Boeing 747, con matrículas 82-8000 y 82-9000 respectivamente, ambas aeronaves son idénticas al menor detalle y cuando están en vuelo con el presidente a bordo adquieren la denominación de Air Force One. Basadas en los Boeing 747-200B, fueron construidas bajo características especiales tanto tácticas y operacionales como de seguridad avanzada, siempre en vanguardia con las exigencias y demandas de los tiempos, esto por el peso que cargan al ser la potencia militar más importante del continente americano y el mundo.
Sin importar en que lugar del mundo se encuentra de viaje el presidente de los Estados Unidos, si se localiza volando en una aeronave de la Fuerza aérea de los Estados Unidos, el avión adquiere la denominación de Air Force One.
En sus viajes internacionales un segundo avión suele acompañar al Air Force One, se trata de unos Boeing C-17 Globemaster III, de la Fuerza aérea de los Estados Unidos, un carguero que suele transportar la plataforma o escalera de acceso a la puerta principal del Air Force One, además de un helicóptero o bien la limusina presidencial.

### Marine One
Dentro y fuera de los Estados Unidos el mandatario estadounidense utiliza para viajes cortos helicópteros blindados del tipo Sikorsky VH-3D Sea King (S-61B), de los cuales cuentan con siete ejemplares activos idénticos, a saber:
| Helicópteros                    | Matrícula |
| ------------------------------- | --------- |
| Sikorsky VH-3D Sea King (S-61B) | 159351    |
| Sikorsky VH-3D Sea King (S-61B) | 159352    |
| Sikorsky VH-3D Sea King (S-61B) | 159353    |
| Sikorsky VH-3D Sea King (S-61B) | 159354    |
| Sikorsky VH-3D Sea King (S-61B) | 159355    |
| Sikorsky VH-3D Sea King (S-61B) | 159356    |
| Sikorsky VH-3D Sea King (S-61B) | 159357    |

El helicóptero que trae a bordo al presidente se denomina en vuelo Marine One, aunque por cuestiones de seguridad, de dos a cinco helicópteros idénticos acompañan al presidente realizando maniobras de seguridad durante cada viaje.
A su vez uno o más helicópteros del tipo Boeing Vertol CH-46E Sea Knight (107-II) acompañan al Marine One, con cuerpos de seguridad y la comitiva presidencial, existiendo al 19 de agosto del 2011, al menos cuatro de este tipo:
| Helicópteros                             | Matrícula |
| ---------------------------------------- | --------- |
| Boeing Vertol CH-46E Sea Knight (107-II) | 157680    |
| Boeing Vertol CH-46E Sea Knight (107-II) | 157681    |
| Boeing Vertol CH-46E Sea Knight (107-II) | 157682    |
| Boeing Vertol CH-46E Sea Knight (107-II) | 157683    |

Otro helicóptero que transporta al Presidente de los Estados Unidos, es el Sikorsky VH-60N White Hawk, este último particularmente utilizado en los viajes internacionales o para misiones en el extranjero, ya que se pliega fácilmente para cargarlo en un avión un Boeing C-17 Globemaster III, de la Fuerza aérea de los Estados Unidos de los que uno o más suelen acompañar al Air Force One en las misiones en el extranjero. Para agosto del 2011, al menos se cuentan con seis ejemplares activos de este helicóptero a saber:
| Helicópteros                       | Matrícula |
| ---------------------------------- | --------- |
| Sikorsky VH-60N White Hawk (S-70A) | 163259    |
| Sikorsky VH-60N White Hawk (S-70A) | 163261    |
| Sikorsky VH-60N White Hawk (S-70A) | 163262    |
| Sikorsky VH-60N White Hawk (S-70A) | 163263    |
| Sikorsky VH-60N White Hawk (S-70A) | 163264    |
| Sikorsky VH-60N White Hawk (S-70A) | 163265    |
| Sikorsky VH-60N White Hawk (S-70A) | 163267    |

En tanto que las designaciones de Air Force Two y Marine Two, son un indicativo asignado por el control de tráfico aéreo a cualquier aeronave de la Fuerza aérea de los Estados Unidos que transporta al Vicepresidente de los Estados Unidos.

## Francia
El gobierno de la República francesa utiliza como avión insignia un Airbus Airbus 330-220 comprado de segunda mano por la administración del presidente Nicolas Sarkozy a la empresa Air Caraïbes, con una capacidad original de 324 asientos, ha sido transformado en un avión vip de unas sesenta plazas, con dormitorio, cuartos de baño y sala reuniones, así como de acuerdo con el Ministerio defensa francés, cuenta con todos los medios modernos, seguros y fiables de seguridad y comunicación.
El Ejército del Aire Francés es el organismo encargado de operar las aeronaves del presidente de Francia, al mismo tiempo que gestiona la seguridad y logística de sus viajes, cuenta con dos escuadrones que a su vez administran la operación y mantenimiento de las siguientes aeronaves a disposición de la presidencia de la república de Francia:

### Escadron de transport, d'entraînement et de calibration 00.065 (ETEC)' (base aérea 107, Vélizy-Villacoublay)
| Aeronave                      | Matrícula |
| ----------------------------- | --------- |
| Airbus A330-200               | F-GRTP    |
| Airbus A319 CJ                | F-RBFA    |
| Airbus A319 CJ                | F-RBFB    |
| Dassault Falcon 7X            | F-RAFA    |
| Dassault Falcon 7X            | F-RAFB    |
| Dassault Falcon 900           | F-RAFP    |
| Dassault Falcon 900           | F-RAFQ    |
| Dassault Falcon 50            | F-RAFI    |
| Dassault Falcon 50            | F-RAFJ    |
| Dassault Falcon 50            | F-RAFK    |
| Dassault Falcon 50            | F-RAFL    |
| 7 aviones SOCATA TBM, TBM-700 | ?         |
| 3 helicópteros Super Puma     | ?         |

### Escadron de transport 03.060 «Esterel» (base aérea 110 «Guy de la Horie», Creil)
| Aeronave        | Matrícula |
| --------------- | --------- |
| Airbus A310-300 | F-RADA    |
| Airbus A310-300 | F-RADB    |
| Airbus A310-300 | F-RADC    |
| Airbus A340-200 | F-RAJA    |
| Airbus A340-200 | F-RAJB    |

## Honduras
El presidente de la República de Honduras utilizaba el avión Israelí IAI-1124 Westwind (avión presidencial) hasta el 16 de octubre de 2014. Después de esta fecha se adquirió (Mediante una donación del gobierno de Taiwán) una aeronave Embraer Legacy 600, configurado vip para el transporte del presidente de la República de Honduras, donde se utilizará para el transporte en viajes nacionales e internacionales debido a su capacidad de alcance y configurado con 1 depósito extra de combustible.
Dicha adquisición forma parte de la renovación y restauración de la flota de aeronaves de la Fuerza Aérea Hondureña.

## Malí
El gobierno de la República de Malí, utiliza para sus viajes internacionales un avión Boeing 727-2K5, con matrícula TZ-MBA, no posee un sobrenombre o número especial y está rotulado con la leyenda Republique du Mali. Este avión actualmente renovado y habilitado con aletas de punta alar o winglets para mejorar su eficiencia y ahorrar combustible, perteneció originalmente al grupo empresarial Hapag-Lloyd. El Boeing 727 es una aeronave que en sus versiones para aerolíneas comerciales tiene una capacidad de alrededor de 180 asientos en dos clases, y versiones del mismo todavía son (2011) muy utilizadas por empresas de transporte de paquetes y logística. Hace un año compraron un Boeing 737, que es el que se está utilizando oficialmente.

## México
El Gobierno de México cuenta con 24 aeronaves adscritas a la Coordinación General de Transportes Aéreos Presidenciales (CGTAP), la cual depende del Estado Mayor Presidencial.
De acuerdo al Artículo 29 del Reglamento del Estado Mayor Presidencial, le corresponde a la Coordinación General de Transportes Aéreos Presidenciales:
- I. Proporcionar el servicio de transporte aéreo al Presidente de la República, así como a los servidores públicos y demás personas que determine el propio titular del Ejecutivo Federal;
- II. Administrar los recursos humanos, económicos y materiales que le sean asignados presupuestalmente;
- III. Planear, coordinar, programar y supervisar el adiestramiento de las tripulaciones y del personal de apoyo, y
- IV. Planear, coordinar, programar y supervisar el mantenimiento oportuno de las aeronaves asignadas a su cargo, para que éstas se encuentren permanentemente en condiciones óptimas de seguridad, funcionamiento y operación.

El inventario al 2 de julio de 2017, es el siguiente:

### Aviones
13 aviones:
| Aviones                                                                  |
| ------------------------------------------------------------------------ |
| Boeing 787-8 Dreamliner, Fuerza Aérea Mexicana TP-01, Matrícula XC-MEX   |
| Boeing 757-225, Fuerza Aérea Mexicana TP-02, Matrícula XC-UJM            |
| Boeing 737-300, Fuerza Aérea Mexicana TP-03, Matrícula XC-LJG            |
| Boeing 737-322, Fuerza Aérea Mexicana TP-04, Matrícula XC-UJB            |
| Gulfstream III, Fuerza Aérea Mexicana TP-06, Matrícula XC-UJN            |
| Gulfstream G550, Fuerza Aérea Mexicana TP-07, Matrícula XC-LOK           |
| Gulfstream G150, Fuerza Aérea Mexicana TP-08, Matrícula XC-LOH           |
| Beechcraft 350er King Air, Fuerza Aérea Mexicana TP-09, Matrícula XC-LOI |
| Beechcraft 350er King Air, Fuerza Aérea Mexicana TP-10, Matrícula XC-LOB |
| Learjet 35A, Fuerza Aérea Mexicana TP-104, Matrícula XC-IPP              |
| Learjet 36A, Fuerza Aérea Mexicana TP-105, Matrícula XC-UJP              |
| Turbo commander 695A, Fuerza Aérea Mexicana TP-216, Matrícula XC-UTA     |
| Gulfstream G450, Armada de México, Matrícula XC-LMF                      |

### Helicópteros
11 helicópteros
| Helicópteros                                                             |
| ------------------------------------------------------------------------ |
| Airbus H225 Super Puma, Fuerza Aérea Mexicana, Matrícula XC-FAM          |
| Airbus H225 Super Puma, Fuerza Aérea Mexicana, Matrícula XC-EMP          |
| Eurocopter EC225 Super Puma, Fuerza Aérea Mexicana, Matrícula XC-LKV     |
| Eurocopter EC225 Super Puma, Fuerza Aérea Mexicana, Matrícula XC-LKO     |
| Aérospatiale AS332 Super Puma, Fuerza Aérea Mexicana, Matrícula XC-UHV   |
| Aérospatiale AS332 Super Puma, Fuerza Aérea Mexicana, Matrícula XC-UHU   |
| Aérospatiale AS332 Super Puma, Fuerza Aérea Mexicana, Matrícula XC-UHP   |
| AgustaWestland AW109SP GrandNew, Fuerza Aérea Mexicana, Matrícula XC-LNO |
| AgustaWestland AW109SP GrandNew, Fuerza Aérea Mexicana, Matrícula XC-LNP |
| AgustaWestland AW109SP GrandNew, Fuerza Aérea Mexicana, Matrícula XC-LNR |
| AgustaWestland AW109SP GrandNew, Fuerza Aérea Mexicana, Matrícula XC-LNV |

## Panamá
El Gobierno de la República de Panamá posee varias aeronaves al servicio de la Presidencia de la República para el transporte del Presidente, entre estas, la principal aeronave es un pequeño avión para 16 pasajeros EMB-135BJ Legacy, fabricado por empresa sudamericana Embraer, con matrícula HP-1A, se le conoce extraoficialmente como ALFA 1.
Este avión mantiene una modificación del tipo Business Jet, que permite al mandatario realizar viajes de larga duración. En su fuselaje se puede ver la leyenda República de Panamá. Con todos los servicios de comunicación para mantener una oficina en vuelo, el EMB-135BJ Legacy de la Presidencia de la República, es un avión ejecutivo capaz de transportar 16 pasajeros de forma cómoda a 6019 km. Una nave que compite en el segmento más alto de los aviones ejecutivos de medio a largo alcance.
El Presidente de Panamá también posee un helicóptero del tipo Sikorsky S-76 en configuración vip para viajes dentro de la república, operado por el Servicio Nacional Aeronaval. El gobierno taiwanés donó en el 2008 a la República de Panamá un helicóptero modelo Bell 412EP Griffin HT1, con capacidad para 15 pasajeros.
La Autoridad Aeronáutica Civil es el ente encargado y existe en su organización administrativa la Unidad de Línea de Vuelo, Departamento Técnico adscrito a la Dirección General, que en coordinación de la Presidencia de la República, se encargan de la administración, mantenimiento y conservación de las aeronaves propiedad del Estado Panameño.
Anteriormente se utilizaba un jet Gulfstream IIGulfstream II , pero fue remplazado en el año 2009.
| Aeronave                 | Matrícula |
| ------------------------ | --------- |
| Embraer EMB-135BJ Legacy | HP-1A     |
| Sikorsky S-76            | SAN-149   |
| Bell 412EP Griffin HT1   |           |

## Perú
El presidente peruano utiliza un avión Boeing 737-528 modificado, operado con carácter militar por la Fuerza Aérea del Perú, este avión permanece estacionado en su base del Grupo Aéreo N.º 8, ubicado en la ciudad de Lima.

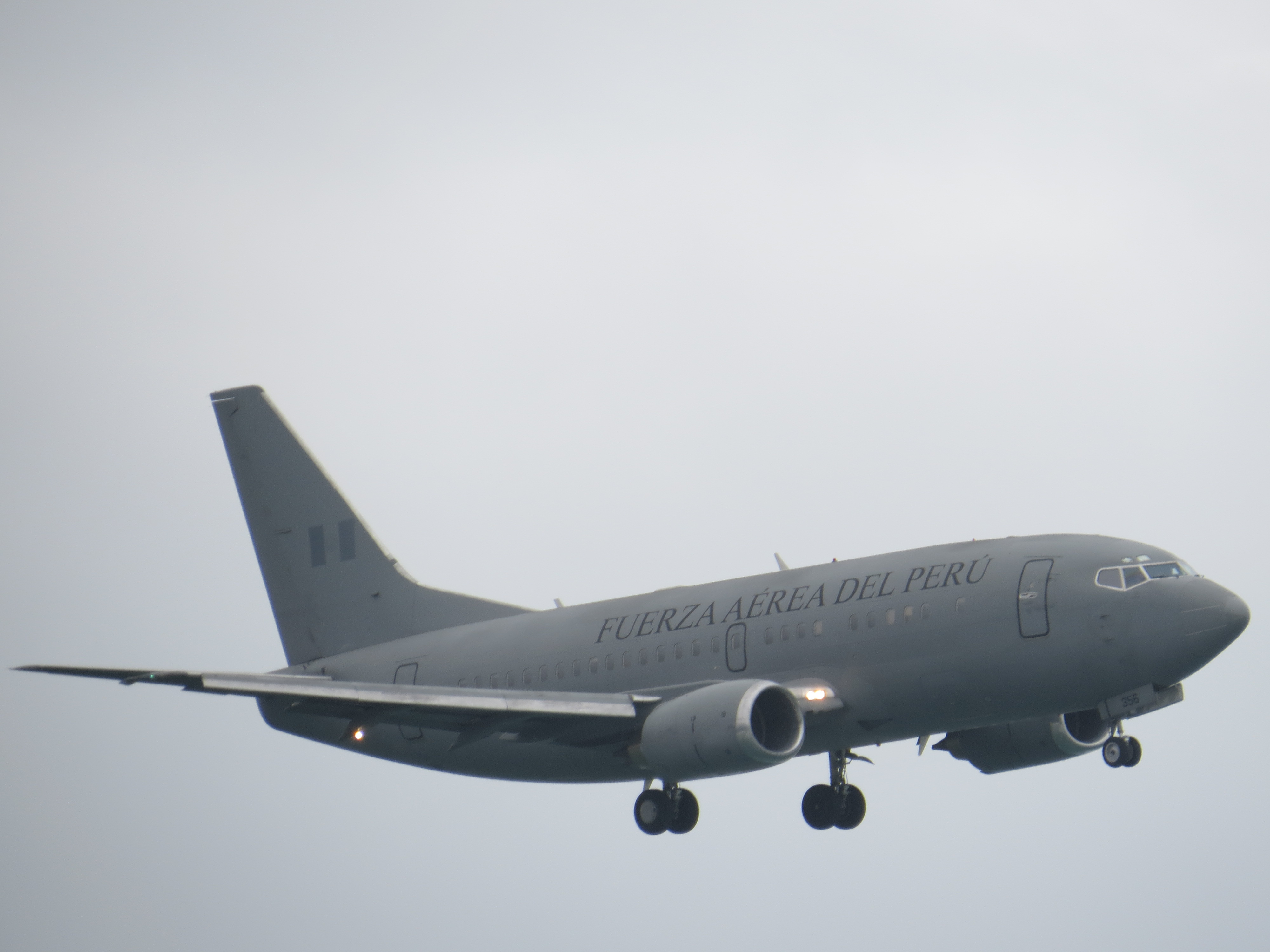
Avión presidencial del Perú (2015)

La nave fue adquirida en 1995 durante el gobierno de Alberto Fujimori, pero también ha transportado a los presidentes Valentín Paniagua, Alejandro Toledo Manrique y eventualmente a Alan García, y ha sido modificada previamente para vuelos de largo alcance.
El presidente García planificó su venta en 2007, debido a un caso de escándalo sucedido en el gobierno de Alejandro Toledo, pero la operación se suspendió en dos oportunidades y se ha vuelto a utilizar en viajes y giras oficiales, como la gira del mismo presidente García a los Estados Unidos en 2010. Sin embargo años atrás la presidencia peruana contaba con dos aeronaves de uso presidencial, un Boeing - 707, que transportaba al jefe de Estado a viajes internacionales y un Fokker F - 28, histórica nave que transportó a su Santidad Juan Pablo II cuando visitó el Perú y se desplazó a diferentes ciudades del país, en 1988.
Esta nave, es austera y funcional, no obstante tiene accesorios de lujo en la Sección presidencial que se separa de las demás con un grueso mamparo de fina madera de caoba y cuenta con cuatro asientos giratorios recubiertos de cuero de color marrón, más una mesa de trabajo extensible y un sofá-cama, además el cuarto de baño de la misma cuenta con grifería de oro; la Sección de Invitados tiene doce asientos de primera clase recubiertos con una tela de lino de color azul con mesas individuales, en ocasiones esta sección es usada por los oficiales de la Casa de Pizarro o el personal de Estado que acompaña al presidente, las otras dos secciones son las de prensa y seguridad que cuentan con comodidades básicas y controles para Radio y TV en sus asientos cubiertos con una tela de color gris.
En el 2003, el presidente Toledo intentó adquirir a la Federación Rusa un helicóptero Mi-17 para utilizarlo como transporte presidencial adjunto, pero el generalizado rechazo de la opinión pública le hizo desistir de su intención.
Esta nave, cuyos colores originales, fueron cambiados por la administración anterior sigue siendo utilizada por el presidente Ollanta Humala, quien ha viajado a su gira a los Estados Unidos, Venezuela y China.
En la actualidad el Poder ejecutivo del Gobierno del Perú está evaluando la compra de un nuevo avión presidencial que podría ser un Boeing 777-300 para las rutas más largas a donde viaje la comitiva presidencial peruana, pero no se ha concretado dicha compra, ni el proyecto de la misma, por otro lado la administración de Humala en 2014 cambió los colores de la aeronave a un sencillo color gris opaco de baja identificación.
Listado de aeronaves de uso presidencial o uso de estado:
| Aeronave       | Matrícula |
| -------------- | --------- |
| Boeing 737-528 | FAP-356   |
| Boeing 737-282 | FAP-352   |
| Learjet 45XR   | FAP-526   |
| Mi-8MTV-1      | FAP-602   |
| Mi-171Sh       | FAP-606   |
| Mi-171Sh-P     | EP-673    |
| Mi-171Sh-P     | EP-674    |

## Portugal
La Fuerza Aérea Portuguesa opera dos Dassault Falcon 50 construidos en 1990 para uso del Presidente de Portugal, el primer ministro y altos cargos del Gobierno. La Fuerza Aérea Portuguesa opera también para el mismo uso un Dassault Falcon 20 construido en 1984. Por lo general para los vuelos de larga distancia del Presidente y de los altos cargos de la República Portuguesa se utiliza un Airbus 340 fletado a TAP Portugal.

## Uruguay
El presidente de Uruguay utiliza un Hawker 800 de desarrollo británico. Es a su vez un avión multipropósito, que puede utilizarse como aeroambulancia.
Para vuelos locales, utiliza el helicóptero Eurocopter Dauphin operado por la Fuerza Aérea Uruguaya (perteneciente al Escuadrón n.º5 - Helicópteros)
Fuerza Aérea Uruguaya - Eurocopter Dauphin

## Ciudad del Vaticano
Generalmente el pontífice sale de Italia en un Jumbo fletado de Alitalia, con el código de "Volo papale" ("vuelo papal"), seguido del número de vuelo realizado. El mismo código es utilizado cuando viaja en aviones más pequeños. Existe la costumbre de que el pontífice romano retorne a bordo de una nave aérea del país visitado, pero esto no siempre es así. 
Para regresar a la Ciudad del Vaticano o ingresar a otros países (como sucedió con Juan Pablo II en sus giras de mayor duración) suele utilizar un aparato de la compañía bandera de la nación en cuestión. a este avión se le pinta el escudo papal de Su Santidad, el mismo aparato es también fletado por los periodistas que le acompañan, que en contra partida por el desembolso, pueden entrevistar al Santo Padre. En algunos casos, también puede utilizar con el mismo Código, aviones de otras aerolíneas, si su avión habitual, no se encuentra en el territorio donde se encuentra el sumo pontífice. Para la Jornada mundial de la Juventud 2019 realizada en Panamá, el Papa regresará a Roma en un Boeing 787-8 de Avianca, aerolínea bandera de Colombia ya que Copa Airlines, la aerolínea bandera de Panamá no cuenta con aviones con el alcance suficiente para llegar a Italia. Cuando se trata de algunas Autoridades, como el secretario de Estado de la Santa Sede o algún otro Cardenal u Obispo de Dicasterio, suele usar vuelo comercial de alguna línea aérea. Hasta el año 2012, el Pontífice de Turno usaba una sala especial al interior del avión, sin embargo, el Papa Francisco, suele usarla muy poco, debiendo viajar a Río de Janeiro en Clase Turista. Inspirado en el carácter pastoral del pontífice y en el sobrenombre del avión presidencial de los Estados Unidos; los periodistas de esa nacionalidad han llamado Shepherd One ("Pastor Uno") al avión que utiliza el Papa.

## Venezuela
El actual avión presidencial de Venezuela es un Airbus A319CJ, en el cual el presidente realiza la mayoría de sus viajes. Está identificado como YV-2984 ( el cual está encubierto actualmente con el livery de Conviasa) Tiene capacidad para 39 pasajeros, divididos en 6 salas y 12 integrantes de tripulación. Puede volar grandes distancias sin hacer escalas (un promedio de 11.650 kilómetros sin escalas), puede alcanzar una velocidad máxima de crucero de Mach 0.82, elevarse hasta los 41.000 pies de altura, pudiendo llegar hasta los 37.000 pies en tan solo 23 minutos. Dispone de un sólido sistema de comunicaciones con satélites que le permite establecer cualquier tipo de contacto con tierra sea cual sea el lugar donde se encuentre.
El presidente Chávez comenzó a usar este avión a principios del año 2002. El fuselaje de la nave es blanco, con una banda tricolor que va de extremo a extremo, con el nombre de "Venezuela" del lado izquierdo y del lado derecho "República Bolivariana", y ocho estrellas encima en medio del fuselaje. En la cola lleva el tricolor nacional en la parte superior y la matrícula FAV-0001. Nicolás Maduro actual Presidente de Venezuela compró un Embraer Lineage 1000 el cual está encubierto con el livery de Conviasa y las siglas YV3016. Adicional a estos aviones el ejecutivo nacional posee un Airbus A340-200 para viajes largos, y el Bombardier Global 6000 para viajes cortos y largos.
Por otra parte, para traslados dentro las ciudades, el presidente se traslada en una flota de helicópteros en versión V.I.P. acoplados con todas las comodidades de un avión. Esta flota la integran dos helicópteros AS-532UL Cougar y un helicóptero Mil Mi-172 vip. Todas las unidades presidenciales están bajo el mando del Grupo Aéreo Presidencial Nª 4 de la Aviación Militar Bolivariana, los cuales se encargan junto a la Guardia de Honor Presidencial de la seguridad y resguardo del Presidente y todo su gabinete.
| Avión                  | Matrícula |
| ---------------------- | --------- |
| Airbus A319CJ          | YV-2984   |
| Boeing 737-2N1         | FAV-0207  |
| Embraer Lineage 1000   | YV-3016   |
| bombardier global 6000 | T7-102X   |
| Airbus A340-200        | YV-1004   |

| Helicóptero     | Matrícula |
| --------------- | --------- |
| AS-532UL Cougar | FAV-2491  |
| AS-532AC Cougar | FAV-2124  |
| Mil Mi-172 vip  | FAV-2507  |